# 地形孤立度

地形孤立度和地形突起度

一座山峰的地形孤立度（英語：Topographic isolation），是指該山峰的山頂與最近一處相同海拔地点的距离，代表以该山峰山頂为圓心可畫出最大圓的半徑長度，而此圓內的最高點為該山頂。小山丘和岛屿以及主要山峰甚至是海底山峰的地形孤立度都可以被计算出来。
需要注意的是，山峰孤立度并不总是与山的相对高度和绝对海拔有关，大洋洲的一些低矮的山（如澳大利亚东部沿海山脉的一些山）的孤立度距离远超喜马拉雅山脉和阿尔卑斯山脉的很多知名高山。

## 案例
阿空加瓜峰是美洲最高的山峰，是世界所有山峰中孤立度最高的，在该山16534公里 (约10274英里) 的范围内没有更高的山。距离它最近的高度超过它的山是亚洲的兴都库什山脉的Tirich Mir。
珠穆朗玛峰是世界上海拔最高的山，地球上没有任何山的海拔（不是相对高度）比它更高，因此它没有孤立度。如果一定要用孤立度衡量它，其孤立度距离应为其所在的地球球心截面周长的一半。